# Soini Wallenius
Soini Wallenius, född 24 juni 1915 i Helsingfors, Finland, död 18 december 1966 i Lundby, Göteborg, var en finskfödd regissör, verksam i Sverige.

## Biografi
Wallenius var son till Toivo Wallenius och hans hustru Inez Anna Theresia, född Berndt. Efter studentexamen 1934 studerade han vid Musikkonservatoriet i Stockholm 1934-1937. Han engagerades som regissör vid Göteborgs stadsteater 1947 och var försteregissör där från 1957.
1949 gifte han sig med Ingeborg Rosenqvist, med vilken han fick sonen Toivo (f. 1949). 

## Teater

### Roller
| År   | Roll | Produktion                                             | Regi           | Teater        |
| ---- | ---- | ------------------------------------------------------ | -------------- | ------------- |
| 1954 |      | Komedi på en bro (Veselohra na mostě) Bohuslav Martinů | Ivo Cramér     | Stora Teatern |
| 1954 |      | Oh, mein Papa (Das Feuerwerk) Paul Burkhard            | Lars Barringer | Stora Teatern |

### Regi
| År   | Produktion                   | Upphovsmän                                                                       | Teater                   |
| ---- | ---------------------------- | -------------------------------------------------------------------------------- | ------------------------ |
| 1946 | Över förmåga Over Ævne       | Bjørnstjerne Bjørnson                                                            | Nya Teatern              |
| 1957 | Pariserliv La Vie parisienne | Jacques Offenbach, Henri Meilhac och Ludovic Halévy Bearbetning Staffan Tjerneld | Helsingborgs stadsteater |